# Francisco Martínez de la Rosa
 (février 2023).
Si vous disposez d'ouvrages ou d'articles de référence ou si vous connaissez des sites web de qualité traitant du thème abordé ici, merci de compléter l'article en donnant les références utiles à sa vérifiabilité et en les liant à la section « Notes et références ».
Pour les articles homonymes, voir Martínez.
Cet article possède un paronyme, voir Francisco Martínez.

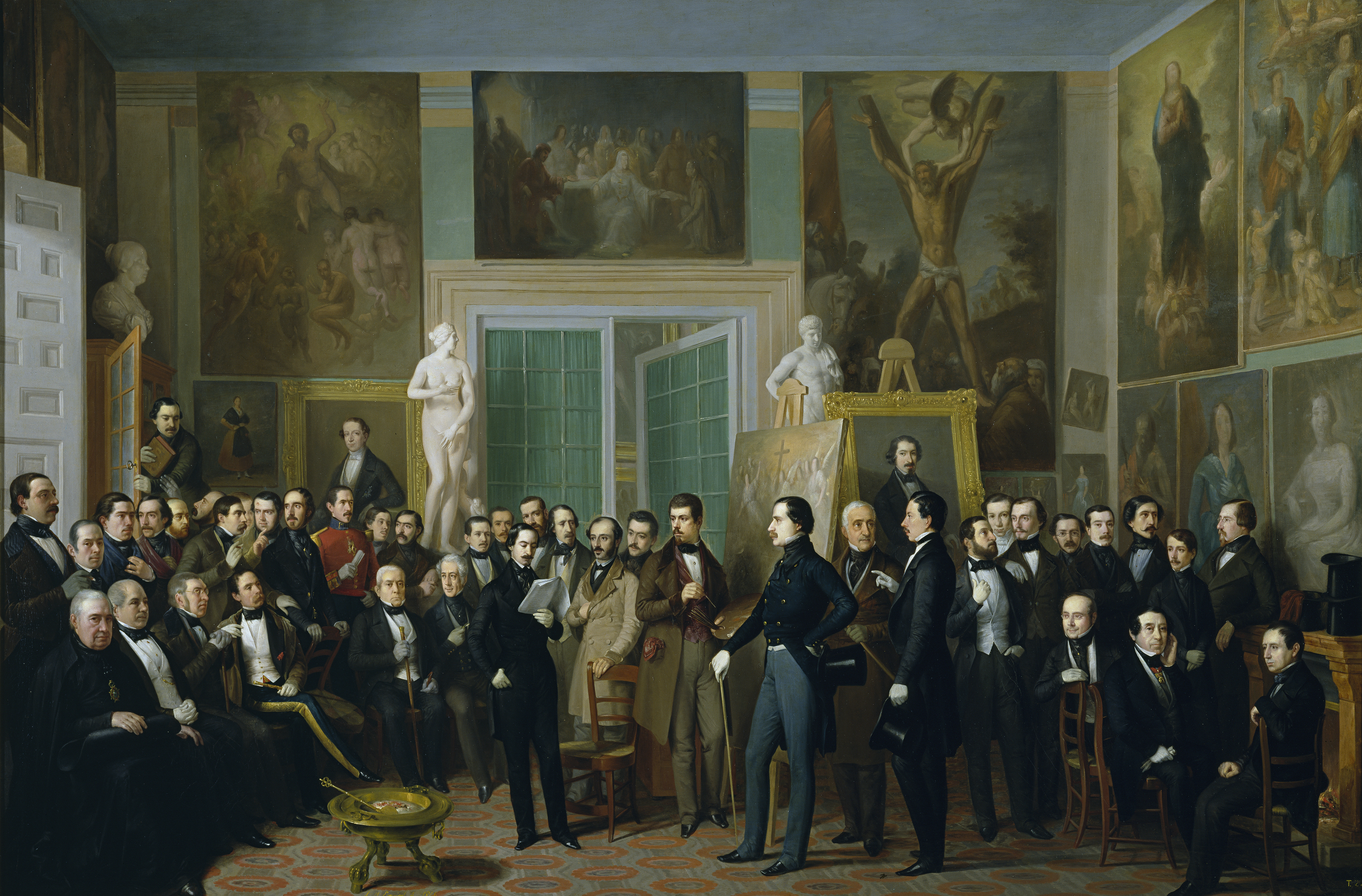
Francisco Martínez de la Rosa représenté dans La Réunion des poètes d'Antonio María Esquivel (1846).

Francisco de Paula Martínez de la Rosa Berdejo Gómez y Arroyo, né à Grenade le 10 mars 1787 et mort à Madrid le 7 février 1862,est un poète, dramaturge et homme d'État espagnol. Idéologiquement parlant, il passe de la défense d'un libéralisme révolutionnaire dans sa jeunesse à une posture réactionnaire et monarchiste dans ses vieux jours.

## Biographie
Issu d'une famille aisée, il étudie à l'école de José Garcipérez de Vargas, où il se révèle être doué et précoce, ce qui lui offre le privilège d'intégrer dès l'âge de douze ans à l'université de Grenade, sa ville natale, où il obtient un doctorat en droit civil en 1804. Le 17 avril 1805 il obtient la chaire de philosophie morale de Grenade. Adepte de Condillac, il commence très jeune à écrire des vers.
Au début de la guerre d'indépendance espagnole il fonde le Diario de Granada ("journal de Grenade") en 1808, et on lui confie une mission diplomatique à Gibraltar et à Londres, où il publie El Español; il est élu député aux Cortes de Cadix pour le jeune parti libéral et intègre la commission sur la liberté d'impression. Au même moment il écrit la comédie Lo que puede un empleo (1872), dont la première représentation se tient à Cadix, sous les bombes, et la tragédie La viuda de Padilla (1814). Il publie le traité politique  La revolución actual de España à Grenade en 1813.
À la suite de la restauration de l'absolutisme en 1814, il est arrêté à Madrid le 11 mai et déporté, malade, à La Gomera; là-bas il passe son temps à lire (Edmund Burke, Jeremy Bentham) et à écrire. Au triomphe de Rafael del Riego en 1820 il est libéré. Au cours du trienio liberal il apparaît comme un libéral très modéré.
Représentant de Grenade aux Cortes entre 1820 et 1823, il intègre la Société de l'Anneau (Sociedad del Anillo), société partisane d'une transaction avec la Couronne et d'une révision de la constitution de 1812 visant à renforcer le pouvoir du monarque, sur le modèle bicaméral alors en vigueur en France. Au côté de Toreno et Moscoso il est insulté par le public le 4 février 1822.
Secrétaire d'État du 28 février au 5 août 1822, il démissionne face aux événements du 7 juillet et à la reprise exaltée de la Révolution qui s'ensuit. En 1823, il est nommé membre de l'Académie royale espagnole et du Conseil d'État. Il effectue des voyages en Italie. Il publie à Paris ses Obras literarias (1827-1830), Edipo (1829), Morayma (1829), Abén Humeya (1830) et La Conjuración de Venecia (1830). Il se laisse influencer par les Doctrinaires comme François Guizot, alors que son activité littéraire s'imprègne du romantisme naissant. Fin 1831 il rentre en Espagne profitant de l'amnistie des afrancesado décrétée cette même année et s'installe à Grenade. Il publie sa Poética, en 1833 la comédie Los celos infundadoso el marido en la chimenea et un recueil de poésies, et en 1834 Hernán Pérez del Pulgar, el de las hazañas.
Lorsque la régente Marie-Christine de Bourbon cherche l'appui du parti libéral pour défendre les droits dynastiques durant la minorité d'Isabelle II, il est nommé président du conseil des ministres et ministre des Affaires étrangères du 15 janvier 1834 au 15 juin 1835, période au cours de laquelle il entérine la guerre. Il conçoit le Statut royal de 1834, un texte fondamental, intermédiaire entre l'absolutisme pur et le libéralisme, qui ne rencontre pas grand succès. Il fut rendu par certains responsable du massacre des moines par son inaction. Au début de 1835 il intrigue pour se débarrasser de son ministre de la guerre Llauder. En 1835, 1836 et 1838 il publie son essai historique Espíritu del siglo. Procureur pour Grenade entre 1834 et 1835, il sera également député élu pour Grenade, Ségovie et Oviedo à partir de 1837-1838 et ce jusqu'en 1861-1862.
En supplément de quelques Discursos, il publie en 1837 à Madrid le roman Doña Isabel de Solís (sur Isabelle de Solis), en 1839 Libro de los niños et la comédie La boda y el duelo en 1839. De 1840 à 1843 il est de nouveau exilé à Paris lorsque Baldomero Espartero devient régent. Il publie divers essais en français sur des questions historiques en rapport avec Christophe Colomb ou sur l'esprit du siècle en littérature.
Il est ministre des Affaires étrangères de 1844 à 1846 sous les gouvernements de Narváez. Il y impulse un programme ministériel favorable à la réforme du modèle de la constitution progressiste de 1837 et prend part au processus qui débouchera sur la promulgation de la constitution modérée de 1845. En 1848-1849, il est ambassadeur à Paris et à Rome. Il est président du Conseil des députés lors des trois dernières législatures de la Décennie modérée ; son élection à ce poste le 1er décembre 1852 symbolise le rejet par les Cortes des projets de réforme politique de Bravo Murillo et de son gouvernement, à la chute duquel Martínez a par ailleurs contribué. Il est de nouveau ministre des Affaires étrangères entre 1857 et 1858 et président du conseil d'État en 1858. En 1856 il publie Bosquejo histórico de la política de España en tiempos de la dinastía austriaca, La moralidad como norma de las acciones humanas, El parricida. Après sa mort est publié La hija en casa y la madre en las máscaras, en 1858.